# 來自星星的傻瓜PK
《我的个神啊》是2014年的印度諷刺性喜劇剧情片，由拉库马·希拉尼執導。主演為寶萊塢影星阿米爾·罕及女星安努舒卡·莎瑪。故事講述一名外星人來到地球並和一名記者成為朋友，對種種的宗教迷信表示質疑。此電影在印度及海外市場獲得空前成功，是印度史上全球最賣座寶萊塢電影名單上排名第一位，超越阿米爾·罕上一部電影《遁天神盗3》，更是首部全球票房达到1亿美元的印度电影。

## 劇情
一名赤身裸體、外型與人類相似的外星人到地球執行研究任務，降落在拉賈斯坦邦，不料用来召喚飛船的遙控器被盗走，被迫滯留在地球。同一天在5000公里外的布鲁日，賈古想買票看表演，卻只剩一張黃牛手上的票，但他將原價40的票開價100歐元。隨後她跟稍一名巴基斯坦男孩薩法來茲決定合買，這樣就可分別看到賈古想看的上半場詩歌，薩法來茲也能看到下半場戲劇。湊合錢數后還是只湊到96元，隨後兩人去求助一位正在附近吃冰淇淋的老人。不過老人幫忙買票後卻「裝傻」自行前去戲院，氣得賈古把冰淇淋奪去並抹在他身上。
兩人因老人當場叫保安而趕緊逃離，逃到遠處后雙方互相做了介紹後薩法來茲離去，但隨後賈古卻被他唱詩的風采深深吸引，最後兩人正式相爱。兩人交往的消息傳回家後。由於薩法来茲是巴基斯坦穆斯林，因此他們的愛情遭到父母嚴厲反對。賈古父親連忙前去諮詢家中信奉的「教主」——大師塔帕茲·馬哈拉吉，塔帕茲預言薩法來茲會欺騙賈古並劈腿。決心證明預言是錯的賈古向薩法來茲表示要明天結婚，但隔天在教堂裡（台譯婚禮登記處）她收到了一封信，信中表示「認為兩人家庭背景差異太大，要求取消婚禮」，賈古對此傷透了心。
半年後回到新德里的賈古成了電視台的記者，但卻只能找無用的「假新聞」濫竽充數。一次她跟同事尼古坐車時在車站遇到戴黃色機車安全帽的外星人散發傳單尋找「失蹤的神」，她對此起了興趣，後來外星人講述了他在地球上的經歷。
倒敘鏡頭中，一開始外星人想學習如何適應人類，但對地球人習俗渾然不知。他從有人玩車上性行為的「會跳舞的車」裡偷來衣服和錢（印有某位大叔照片的紙），共學會使用它們。由於自己族群本來是靠心靈溝通，所以不用說話，並透過接觸雙手傳訊。為了學會地球人語言，他不斷想抓住某個人的手，來吸收他們的記憶，但接二連三遭到人們誤解並驅逐，甚至有人認為他是色狼。某天外星人又因不小心引人誤會騷擾，逃跑途中更被開車的樂隊負責人拜龍·辛格撞昏，後來只好帶他去看醫生。醫生表示外星人被撞后可能患了失憶症。拜龍原想靠他的失憶「脫罪」，但還是不想昧著良心于是仍决定把外星人带入团队，两人后来成了朋友。拜龙认为外星人拼命想抓住某人的手是想做爱，就把他带到妓院。在妓院里外星人抓拜龙為他所選妓女的手六个小时，从而学会了博杰普尔语（台版簡稱「印度話」）。已学会沟通的外星人随后追踪遥控器盗贼的踪迹，为了找回遥控器还去到了新德里。由于他行为古怪，城里的人都认为他喝醉酒了，叫他为PK（印地文pee-kay，意为“喝醉的”）（台譯「阿傻」）。他欣然接受了这个名字，人们告诉他，只有神才能帮他找回遥控器。PK随后开始搜索神，但印度不同宗教派别让他感到困惑，各教派的习俗都被他混淆。后来他在塔帕玆那儿发现了自己的遥控器。然而塔帕玆谎称自己是从喜马拉雅山的神那儿得到它的，拒绝把它还给PK。
听完了PK的故事，贾古构想计划揭露塔帕玆的谎言，夺回PK的遥控器。而一脸茫然的PK得出的结论是，塔帕玆和其他的神人跟神沟通时必须拨一个“错误的号码”，而号码导致错解正在蔓延，怂恿公众搞毫无意义的仪式。贾古鼓励成千上万的人给自己的新闻频道发影片，讲述他们与“拨错号码”的神人之间的经历。同时，拜龍找到了偷走PK遙控器的小偷，並帶著他來到新德里火車站。不料某個宗教恐怖組織因不滿其他人關於冒牌神的說法，在火車中設置炸彈，拜龍也因此身亡。PK傷心欲絕的同時，帶走了拜龍的一支鞋子，並加深了上節目的意念。
受到大量市民要求的塔帕玆被迫进入攝影棚与PK在节目中对质。塔帕玆声称他能直接与神交谈，指出他成功地预测了萨法来玆的背叛。然而，PK曾吸收过贾古的记忆，他发现贾古當時收到的那封信其實並非萨法来玆写的，而是由於那時還有另一個苦苦等不到丈夫前來的新娘，而新娘請她幫忙拿貓，負責傳信的小孩才誤將信拿給她。贾古在電視台幫忙下联络到萨法来玆曾兼职过的巴基斯坦驻比利时大使馆。使馆人员告诉她，萨法来玆依然爱她，还準時每天早上9點到使馆询问是否有她的电话，搞得使馆全體上下都快被逼瘋了。最终两人重新联系上，塔帕玆假面目因而揭开被迫認輸，此時清醒的贾古父亲也因PK的恩情把设备还给他。
在影片中，PK曾爱上贾古，但一直爱着萨法来玆的贾古对此事並不知情。临走前他在每捲錄音帶全都录下了贾古的声音，并在手提箱里装满电池，好让自己回家后還能够繼續听到她的声音。就在PK還有另一個手提箱尚未拿下來，但車子就先開走了。在他追趕車子的空檔，贾古聽了錄音帶後也在這時知道了真相。不過贾古並没有在詢問PK時说出来（但有暗示），明白她意思的PK也不說破只用謊言搪塞。PK离开后，贾古出版了一本关于PK的书。
一年后，PK带着其他外星人回到地球，开展新的研究任務。PK很可能事先利用記憶教授其他外星人地球上的印地語，因為他們有開口說話。

## 演員
- 阿米爾·罕（Aamir Khan）…… 飾演外星人PK（PK）
- 安努舒卡·莎瑪（Anushka Sharma）……飾演賈嘉·佳妮·莎妮（Jagat "Jaggu" Janani Sahni）（台譯Jagat為「贾仙姑」）
- 蘇薩·辛格·拉其普特（Sushant Singh Rajput）……飾演賽非拉茲（Sarfaraz Yousuf）
- 博曼·伊蘭尼（Boman Irani）……飾演傑利·巴吉瓦（Cherry Bajwa）（台譯傑李）
- 沙拉巴·索克拉（Saurabh Shukla）……飾演塔帕斯維·瑪哈拉吉（Tapasvi Maharaj）
- 山齊·杜特（Sanjay Dutt）……飾演巴朗·辛格（Bahiron Singh）
- 兰比尔·卡普尔（Ranbir Kapoor）……特別演出

## 摄制
拉库马·希尔尼表示影片“讽刺了印度的神和他们的神人”。联合导演汗于2012年7月开始物色取景地。第二单元摄影原定于2012年底开始，但由于三大制作方传闻退却后而陷入僵局，恶劣的天气也拖延了开机。希尔尼否认电影将跳票的传言，指出为了“捕捉新德里的冬天”，主体拍摄一直打算于2013年1月中旬在德里和拉贾斯坦邦开展。2013年2月摄制正式宣布开始，预计45天拍完。自2013年9月27日起，剧组在德里展开为期26天的拍摄。当剧组在德里的月光集市取景时，2013年10月一份第一调查报告指出电影制片人涉嫌伤害宗教感情。影片中一名身穿印度湿婆神装扮的男子，与两名穿罩袍的女性乘坐人力车的场景引来了非议。

## 发行
影片于2014年12月19日上映，是2014年第200部宝莱坞电影。影片的上映后来扩展至全球范围内的6000块螢幕，包括844塊海外螢幕。电影最初在全球4844块螢幕上映。影片已获得北方邦和比哈尔邦免税。电影在英国（198块螢幕）、巴基斯坦（超过70块螢幕）、澳大利亚（35块螢幕）和印度海外（超过40个海外市场的844块螢幕）是上映范围最广的印度电影。

### 市场营销
2014年7月31日，先行版海报发布。同日动态海报于YouTube发布。第二张海报于2014年8月20日在孟买的活动上发布。阿米尔·汗在这张新海报中穿着拉贾斯坦邦传统服饰，戴着一副深色运动墨镜，手里拿着一个圆号。按照电影的宣传策略，制片方于第二张海报公布时透露。
第三张动态海报介绍了饰演拜龙·辛格的桑贾·伊杜特。第四张动态海报出现了饰演贾古·贾娜妮的艾鲁丝卡·沙玛和阿米尔·汗。阿米尔·汗表示，影片的海报宣传战略是每辆到三周发布一张新海报。截至上映当日，已有8到10张海报发布。预告片于10月23日发布。
影片的首张海报引发了争议，因为阿米尔·汗几乎全身赤裸地登场，只用收音机遮住生殖器。尽管电影认证中央委员会已经批准电影上映，但印度人权组织和社会正义阵线向法庭申请公共利益诉讼，认为电影裸体和粗俗，要求禁止其上映。最高法院驳回了上诉，还给电影开了绿灯。拉贾斯坦邦提交了一个针对阿米尔·汗和拉库马·希拉尼的诉讼。
在影片的最后，PK带着兰比尔·卡普尔饰演的外星人回到地球。谈到结局时，汗表示：“也许拉库马·希拉尼想要在续集中带上我和兰比尔。”在接受《印度时报》采访时，编剧阿西奇·乔希表示出对电影续集的兴趣。
卡迈勒·哈桑据报将在泰米尔语和泰卢固语重拍版中出演PK。

### 分销
《Koimoi》报道传闻如果国内的业务净价达到30亿卢比，卫星转播权在一项卫星交易中卖出8.5亿印度卢比。音乐版权卖出1.5亿卢比。《DNA》报道，“身为第一部动用Rentrak公司的电影，阿米尔·汗已先行主动转变遵循宝莱坞一般规范的模式。他清楚地执行着Rentrak公司谈到票房数字时带来更多准确性的理念。”

## 配乐
电影的原声带由沙汗塔努·莫特拉、阿贾伊·阿图尔和安吉·提瓦力作曲。完整的原声带于2014年11月17日发布。
首支单曲《Tharki Chokro》于2014年11月8日发布，斯万南德·克里克雷、阿米特巴哈·瓦玛和马诺·穆塔什尔作词。歌曲音乐录影带聚焦于阿米尔·汗和桑贾·伊杜特，歌曲由斯万鲁普·汗演唱，阿贾伊·阿图尔作曲，斯万南德·克里克雷作词。
第二支单曲《爱是浪费时间》（Love Is a Waste of Time）由阿米尔·汗和艾鲁丝卡·沙玛表演，于2014年11月13日在Youtube发布。这首歌由索努·尼加姆和山塔努·莫特拉演唱，沙汗塔努·魔塔啦作曲，阿米特巴哈·瓦玛作词。《爱情只需四步》（Chaar Kadam）于2014年11月12日在Youtube T-Series频道发布。歌曲由沙汗和舒蕾亞·戈沙爾演唱，山塔努·莫特拉作曲，斯万南德·克雷克雷作曲。

### 曲目列表
| 曲序     | 曲目                    |                 | 作曲            | 歌手                      | 时长  |
| -------- | ----------------------- | --------------- | --------------- | ------------------------- | ----- |
| 1.       | Tharki Chokro           | Swanand Kirkire | Ajay-Atul       | Swaroop Khan              | 4:55  |
| 2.       | Love Is a Waste of Time | Amitabh Varma   | Shantanu Moitra | Sonu Nigam, 舒蕾亞·戈沙爾 | 4:30  |
| 3.       | Nanga Punga Dost        | Swanand Kirkire | Shantanu Moitra | 舒蕾亞·戈沙爾             | 4:46  |
| 4.       | Chaar Kadam             | Swanand Kirkire | Shantanu Moitra | Shaan, 舒蕾亞·戈沙爾      | 4:20  |
| 5.       | Bhagwan Hai Kahan Re Tu | Swanand Kirkire | Shantanu Moitra | Sonu Nigam                | 5:12  |
| 6.       | Dil Darbadar            | Manoj Muntashir | Ankit Tiwari    | Ankit Tiwari              | 5:31  |
| 7.       | Dance Theme             |                 | Shantanu Moitra | Instrumental              | 2:23  |
| 总时长： | 总时长：                | 总时长：        | 总时长：        | 总时长：                  | 30:17 |

## 评价
爛番茄新鮮度91%，基於12條評論，平均分為7.8/10，IMDB上得8.3分，大獲好評。
《印度时报》的斯里贾娜·米特拉·达斯给予影片4星评价（满分5星，下同）。CNN-IBN的拉杰夫·马山德给予影片3.5星，指出“这部勇气十足的电影坚持了希拉尼的狂妄风格。”NDTV给予影片5星，认为“《PK》是一路上的赢家，电影让拉吉·卡普尔、比马尔·罗伊和格鲁·杜特因活着而感到自豪。拉库马·希拉尼毫无疑问是最有价值的标杆制造者。”Bollywood Hungama称电影是“一位脚踏实地的艺人一定能娱乐各阶层的群众”，并给予其4.5星。《Rediff》的拉贾·森基于电影4星，称电影为“巨大的成功”，认为阿米尔“名气大增”。然而，该杂志的Sukanya Verma却认为影片的“勇气和感伤鱼龙混杂”，只给出3.5星。《印度斯坦时报》的罗西特·瓦特斯给予影片4星，称“阿米尔·汗用表演抢走了这部戏。”今日印度的罗西特·克什纳尼给予影片4.5星，呼吁“赶快去看电影”。
亲印度教组织世界印度人理事会和印度青年民兵的活动家抗议电影的某些场景伤害到印度社会的宗教感情。随后，一些电影院遭到这些活动家的破坏，他们要求封杀电影，同时发动反对电影的公共利益诉讼。北方邦首长雅达夫·阿克什勒什和比哈尔邦首长吉坦拉穆·曼杰辛等政府官员则免征电影的娱乐税，鼓励更多民众观看电影。

## 票房
电影的票房数据由专门从事观众测量的美国公司Rentrak跟踪。电影已成为首部透过网上订票赚取净价10亿卢比（1600万美元）的宝莱坞电影，是在国内外市场最卖座的印度电影。
| 地区 | 所创记录                               |
| ---- | -------------------------------------- |
| 印度 | 净价票房： 33.7亿卢比 (5,233.61万美元) |
| 印度 | 发行所得： 16.5亿卢比 (2,562.45万美元) |
| 印度 | 娱乐税： 11.3亿卢比 (1,754.89万美元)   |
| 海外 | 25.1亿卢比 (3,898.03万美元)            |
| 海外 | US$10,616,104 （北美地区）             |
| 全球 | 70.1亿卢比 (1.09亿美元)                |

### 国内
影片上映首日赚到净价（下同）2.6亿卢比（410万美元），这一数字于翌日增至2.9亿卢比（460万美元）。第三天，影片赚到3.7亿卢比（590万美元），票房累计至周末达净价9.25亿卢比（1500万美元）。影片成为了首周一票房最高的印度电影，当日赚到约2.1亿卢比（330万美元）。在接下来的两天中，影片分别赚到1.9亿（300万美元）和2亿（320万美元）卢比，累计总额达15.3亿卢比（2400万美元）。圣诞节当日，影片赚到约2.75亿卢比（440万美元），首周累计票房18亿卢比（2900万美元）。
到了第二个周五，影片赚到1.4亿卢比（220万美元）。影片在第二个星期保持增长态势，于周末分别赚到1.7亿卢比（270万美元）和2.2亿卢比（350万美元），累计总额达5.33亿卢比（850万美元）。第二个周一影片赚到9250万卢比（150万美元），周二和周三分别赚到9000万卢比（140万美元）和9750万卢比（150万美元）。凭借该数字，影片累计票房达26.3亿卢比（4200万美元），成为短短十三天内最卖座的印度电影。电影创下了9.45亿卢比（1500万美元）的第二周票房记录，总额达27.6亿（4400万美元）。影片在孟买院线以超过10亿卢比（1600万美元）创下纪录。
第三个周末，赢得赚到2.75亿卢比（440万美元），17天内达30.5亿卢比（4800万美元）。影片在印度的票房一直攀升至31.9亿卢比（5100万美元），三周全球57.7亿卢比（9200万美元）的票房中，国内票房占了15.3亿卢比（2400万美元）。影片以33.7亿卢比（5300万美元）的成绩落画。

### 国际
影片于22个国际市场上映，首周末（12月19日-21日）赢得2870万美元，位列票房榜第三位，紧随《霍比特人：五军之战》和《一步之遥》。影片的国际票房达4100万美元，目前成为国际市场上最卖座的宝莱坞电影
在北美，影片创下了375万美元的印度电影首周末票房纪录，位列票房榜第10位。影片是首部在北美地区赢到1000万美元的印度电影。
在巴基斯坦截至2015年1月10日，影片赢得1800万卢比（180万美元）。
在中国大陆，2015年5月22日影片影院上映，首三日凭借良好的口碑以514万-530万美元的票房打响第一炮，刷新了此前由《幻影车神：魔盗激情》创下的纪录，首秀中国大陆票房榜第二位，紧随《复仇者联盟2：奥创纪元》。电影成为在中国大陆上映72小时票房最高的印度电影，截至2015年6月14日，票房已达到1880万美元。影片成为首部突破1亿人民币门槛的印度电影，成为了为数不多的打破这道门槛的非好莱坞外语片。最终成绩为1.18亿人民币。

## 奖项
影片在第60届印度电影观众奖上获得八项提名，收获最佳编剧和最佳对话两项奖。影片赢得两项五星公会奖大奖和两项生活OK电影奖大奖。

## 轶事
影片名的中文翻译，中国大陆参照了《武林外传》中角色佟湘玉的口头禅“额滴个神啊”，港台参照了当时热播韩剧《来自星星的你》。

## 參见
- 全球最高印度電影票房
- 印度最高電影票房
- 《偶滴神啊》（OMG – Oh My God!）：2012年上映的Paresh Rawal主演的探討信仰與宗教问题的電影

## 外部連結
- 互联网电影数据库（IMDb）上《來自星星的傻瓜PK》的资料（英文）
- Box Office Mojo上《來自星星的傻瓜PK》的資料（英文）
- 爛番茄上《來自星星的傻瓜PK》的資料（英文）
- 豆瓣电影上《來自星星的傻瓜PK》的資料 （简体中文）
- 时光网上《來自星星的傻瓜PK》的資料（简体中文）